# Communauté de communes du canton de Valmont
La communauté de communes du canton de Valmont est une ancienne communauté de communes française, située dans le département de la Seine-Maritime et la région Normandie.
Elle a fusionné avec sa voisine le 1er janvier 2017 pour former la communauté d'agglomération dénommée Fécamp Caux Littoral Agglomération

## Histoire
La communauté de communes du canton de Valmont a été créée par arrêté préfectoral du 30 décembre 1999 à l'initiative d'Alain Bazille, conseiller général de Valmont.
Le canton de Valmont ayant disparu à la suite du redécoupage des cantons qui a pris effet les 22 et 29 mars 2015, le nom de la communauté de communes devient obsolète.
Le projet de schéma départemental de coopération intercommunale présenté par le préfet de Seine-Maritime le 2 octobre 2015 dans le cadre de l'approfondissement de la coopération intercommunale prévu par la Loi portant nouvelle organisation territoriale de la République (Loi NOTRe) du 7 août 2015 prévoit la fusion de la « Communauté d'agglomération de Fécamp Caux Littoral (28 656 habitants) et la communauté de communes du canton de Valmont (11 309 habitants) »,,.
C'est ainsi qu'est créée une nouvelle structure intercommunale, Fécamp Caux Littoral Agglomération, qui succède aux deux anciennes intercommunalités, par un arrêté préfectoral du 25 novembre 2016 qui a pris effet le 1er janvier 2017,.

## Territoire communautaire

### Composition
En 2016, la communauté de communes  regroupait les 22 communes suivantes du département de la Seine-Maritime pour une population totale de 11 559 habitants selon les recensements de 2012 :
- Colleville
- Ancretteville-sur-Mer
- Angerville-la-Martel
- Contremoulins
- Criquetot-le-Mauconduit
- Écretteville-sur-Mer
- Életot
- Gerponville
- Limpiville
- Riville
- Sainte-Hélène-Bondeville
- Saint-Pierre-en-Port
- Sassetot-le-Mauconduit
- Sorquainville
- Thérouldeville
- Theuville-aux-Maillots
- Thiergeville
- Thiétreville
- Toussaint
- Valmont
- Vinnemerville
- Ypreville-Biville

## Organisation

### Siège
Le siège de l'intercommunalité était situé à Colleville, 555 rue de la Sucrerie.

### Élus
L'intercommunalité était administrée par son Conseil communautaire, composé, pour la mandature 2014-2020, de 26 conseillers municipaux représentant chacune des communes membres, à raison de : 

- deux délégués pour Angerville-la-Martel, Gerponville, Saint-Pierre-en-Port et Valmont ;

- un délégué et un suppléant pour les autres communes, de taille inférieure.
À la suite des élections municipales de 2014 dans la Seine-Maritime, le conseil communautaire d'avril 2014 a élu son nouveau président, Laurent Vasset, maire d’Angerville-la-Martel et ses 5 vice-présidents, qui étaient : 
1. Christiane Hervieux, maire de Criquetot-le-Mauconduit, chargée de l’action sociale ;
2. Eric Scarano, maire de Sassetot-le-Mauconduit, chargé du développement touristique ;
3. Yannick Mouiche, maire d’Écretteville-sur-Mer, chargé des ruissellements ;
4. Jean-Louis Navarre, maire de Valmont, chargé du développement durable et de la rudologie ;
5. Alain Anquetil, maire  d’Ypreville-Biville, chargé des finances, des affaires scolaires et de la piscine.

Le bureau de la communauté de communes pour la mandature 2014-2020 était composé du président, des vice-présidents et de 5 conseillers délégués : 
- Alain Bazille, maire de Thérouldeville, chargé de l'évolution des statuts et du pôle métropolitain ;
- Marie-José Larcher Dujardin, maire de Gerponville, chargée des personnes âgées et du CIAS ;
- Rémy Taillefer, premier maire-adjoint de Saint-Pierre-en-Port, chargé des bassins-versants et des ruissellements ;
- Joël Fréger, maire de Riville, chargé des loisirs et des affaires scolaires.

### Liste des présidents
| Période    | Période       | Identité       | Étiquette | Qualité |
| ---------- | ------------- | -------------- | --------- | --- |
| 2000       | avril 2014    | Alain Bazille  | DVD       | Expert-comptable retraité Maire de Thérouldeville (2001 → ) Conseiller général de Valmont (1998 → 2015) Conseiller départemental de Fécamp (2015 → ) Vice-président du conseil départemental de la Seine-Maritime (2015 → ) Président du Pays des Hautes Falaises ( ? → 2011) |
| avril 2014 | décembre 2016 | Laurent Vasset | DVG       | Enseignant aux lycées Descartes et Guy-de-Maupassant de Fécamp Maire de Angerville-la-Martel (2001 → ) Vice-président de Fécamp Caux Littoral Agglomération (2017 → ) |

### Compétences
L'intercommunalité exerçait les compétences transférées par les communes membres, dans les conditions fixées par le code général des collectivités territoriales.
Il s'agissait  notamment de : 
- Le développement économique par la création de zones d'activités ;
- L'environnement par la lutte contre les inondations ;
- Le tourisme ;
- Le ramassage des ordures ménagères et la gestion d'une déchèterie ;
- Le tri sélectif ;
- Les actions pour la jeunesse ;
- L'action sociale par la création d'un CIAS.

### Régime fiscal et budget
La communauté de communes était un établissement public de coopération intercommunale à fiscalité propre.
Afin de financer l'exercice de ses compétences, l'intercommunalité percevait la fiscalité professionnelle unique (FPU) – qui a succédé à la taxe professionnelle unique (TPU) – et assure une péréquation de ressources entre les communes résidentielles et celles dotées de zones d'activité.

Elle percevait également une taxe d'enlèvement des ordures ménagères (TEOM), qui finançait le fonctionnement de ce service public.